# PAS Ioannina
Der PAS Ioannina oder PAS Giannina (Griechisch: Πανηπειρωτικός Αθλητικός Σύλλογος Γιάννινα) ist ein griechischer Fußballverein aus Ioannina. Er spielt in der zweithöchsten Spielklasse Griechenlands, der Super League 2. Die Vereinsfarben sind Blau und Weiß. PAS Giannina spielt im Zosimades-Stadion, in welchem der Verein seit seiner Gründung spielt. Die Kapazität beträgt 7.500 Plätze. Das Stadion befindet sich im Stadtzentrum von Ioannina. Die höchste Zuschauerzahl (14.557 Fans) wurde bei einem Spiel gegen Olympiakos in der Saison 1974/75 erreicht.

## Geschichte
Der Verein PAS Ioannina wurde 1966 als Resultat der Fusion von zwei in Ioannina ansässigen Teams, Atromitos und Averof, gegründet. Der Verein war in den späten 1970er und frühen 1980er Jahren als Klub für argentinische Zuwanderer in Griechenland bekannt, als acht Kaderspieler aus Argentinien stammten. Diese Zeit war die erfolgreichste Zeit des Vereins, der Verein bekam den Namen Ajax of Epirus als Spitznamen. Nach Abgängen der wichtigsten Spieler kam der Verein in den 1980er Jahren ins Straucheln und wurde zur Fahrstuhlmannschaft. In den 1990er Jahren behielt der Verein dies bei. 2001 gelang der Wiederaufstieg. Nach finanziellen Problemen musste der Verein aus der ersten Liga 2003 absteigen. Der Verein stieg in die vierte Liga ab. 2006 gelang der Aufstieg in die zweite Liga des Landes, wo der Verein bis 2008/09 spielte und erneut aufsteigen konnte. Die Mannschaft stieg direkt wieder in die Football League ab. Erneut konnte sie sich 2010/11 für die erste Liga qualifizieren. Nach insgesamt zwölf Spielzeiten in der Super League, unterbrochen von einer Saison in der zweithöchsten Spielklasse 2019/20, spielt die Mannschaft seit 2024 wieder in der Super League 2.
Die besten Platzierungen in der griechischen Eliteklasse waren die fünften Plätze in den Spielzeiten 1975/76, 1977/78 und 2012/13.

## Trainer
- Jacek Gmoch (1979–1981)
- Gerd Prokop (1983–1984, 1985–1986)
- Włodzimierz Lubański (1990)
- Timo Zahnleiter (1995–1996)
- Stéphane Demol (2010–2011)
- Argirios Giannikis (2019–2021)
- Iraklis Metaxas (2021–2022)
- René Poms (2024)

## Kader 2025/26
Stand: 31. Juli 2025
| Nr. |              | Position | Name                |
| --- | ------------ | -------- | ------------------- |
| 20  | Griechenland | MF       | Vasilios Kaperdas   |
| 22  | Griechenland | ST       | Leonid Mina         |
| 37  | Griechenland | AB       | Panagiotis Kafenzis |
| 42  | Griechenland | AB       | Fotis Gogas         |

| Nr. |              | Position | Name                |
| --- | ------------ | -------- | ------------------- |
| 70  | Griechenland | MF       | Orestis Kalemi      |
| 77  | Griechenland | AB       | Vasilios Athanasiou |
| 80  | Griechenland | AB       | Anastasios Loupas   |
| 90  | Griechenland | ST       | Nikolaos Tzovaras   |

## Spieler
- Georgios Donis (1990–1992)
- Foto Strakosha (1991)
- Georgios Seitaridis (1998–2001)
- Dimitrios Eleftheropoulos (2009–2010)
- Ibrahima Bakayoko (2009–2012)
- Andi Lila (2011–2019)
- Konstantinos Mavropanos (2016–2018)
- Juri Lodygin (2021–2022)
- Juan José Perea (2021–2022)
- Sotirios Ninis (2023)
- Manolis Saliakas (2021–2022)